# Guazapa (volcan)
Pour la localité, voir Guazapa.
Le Guazapa est un stratovolcan du Salvador.